# Ermita de San Nicolás de Bujaruelo
L'ermita de Sant Nicolau de Bujaruelo és una antiga ermita del segle xiii, ara en ruïnes, dedicada a Nicolau de Mira i situada a la vall de Bujaruelo, al Pirineu aragonès. Bujaruelo pertany al municipi de Torla, a la província d'Osca, i es troba en el Lloc d'importància comunitària de Bujaruelo - Garganta de los Navarros. Es tracta d'un temple de nau única, amb un absis de tambor.
Al costat de l'ermita es troba el riu Ara i el pont romànic que creua el riu, a més d'una zona d'acampada.